# 매슈 스미스
매슈 로버트 스미스(영어: Matthew Robert Smith, 1999년 11월 22일 ~ )는 웨일스의 축구 선수이다. 포지션은 미드필더이며, 현재 스코티시 프리미어십의 세인트 존스톤에서 뛰고 있다.